# إيهود
ويسمى أيضاً "إيخود". هو حزب سياسي صهيوني تبنى ثنائية القومية (Bi-Nationalism). أسسه يهوذا ليون ماغنيس، ومارتن بوبر، وإرنست سيمون، وهنريتا زولد، وناتان هوفشي، المؤيدين السابقين لمنظمة بريت شالوم، في عام 1942م.
تأسس الحزب كرد فعل على مؤتمر بيلتمور الذي جعل من إنشاء الكومنولث اليهودي في فلسطين سياسة الحركة الصهيونية.
وقد دعا إيهود إلى إقامة دولة عربية-يهودية ثنائية القومية تتجذّر في الحقوق السياسية المتساوية لليهود والعرب في فلسطين موحّدة غير مقسمة.  أطلق إيهود على هذه الرؤية اسم "التكافؤ السياسي". علاوة على ذلك، فقد طالب الحزب بتنظيم الهجرة اليهودية وفقًا لمبدأ "التكافؤ العددي" مع العرب وقدرة فلسطين على استيعاب المهاجرين اقتصاديًا.  واقترح إنشاء أجهزة حكومية مشتركة، وتقسيم البلاد إلى مناطق على أساس طائفي 
كرس حزب إيهود مساعيه لتمكين معتقدات بريت شالوم في المسرح السياسي خلال سنوات الأربعينيات، قبل قيام حرب الأعوام 1947–1949. وقد تبنى المؤسس الأبرز للحزب، ماغنيس، بشكل وثيق أهداف بريت شالوم (وهي منظمة يهودية ركزت على إنشاء مركز ثقافي يهودي كجزء من دولة ثنائية القومية لليهود والعرب في فلسطين). عضو آخر بارز من المؤسسين في إيهود هو "ناتان هوفشي"، والذي كان أيضًا عضوًا في بريت شالوم، وكان ضد استخدام العنف تحت أي ظرف من الظروف.